# Liste der Monuments historiques in Niederbronn-les-Bains
Die Liste der Monuments historiques in Niederbronn-les-Bains führt die Monuments historiques in der französischen Gemeinde Niederbronn-les-Bains auf.

## Liste der Bauwerke
| Bezeichnung       | Beschreibung                                                  | Standort                      | Kennzeichnung | Schutzstatus | Datum | Bild           |
| ----------------- | ------------------------------------------------------------- | ----------------------------- | ------------- | ------------ | ----- | -------------- |
| Wasenburg         | Ruine einer Felsenburg, ab dem 13. Jahrhundert, 1677 zerstört | nordwestlich des Ortes (Lage) | PA00084830    | Classé       | 1898  | weitere Bilder |
| Synagoge          | 1869 erbaut, heute katholisches Gemeindezentrum               | 3 rue du Couvent (Lage)       | PA00085300    | Inscrit      | 1992  | weitere Bilder |
| Elektrizitätswerk | 1900 gebaut                                                   | Rue de Reichshoffen (Lage)    | PA00085295    | Inscrit      | 1991  | weitere Bilder |